# Список Героев Российской Федерации (Пензенская область)
Список Героев Российской Федерации (Пензенская область) — список лиц, удостоенных звания Героя Российской Федерации, которые являются уроженцами Пензенской области, или связаны с Пензенской областью (работали или обучались в этом регионе).

## Герои Российской Федерации, родившиеся в Пензенской области[1][2]
Персоналии хронологически расположены в том порядке, в котором этим людям были присвоены звания Героев Российской Федерации.

Стела «Слава Героям» на Набережной реки Суры в г. Пензе

 Серым цветом в таблице выделены Герои, награждённые посмертно. 
| № п/п | Фото | Фамилия Имя Отчество            | Дата присвоения звания Героя | Род войск, служба                                          | Воинское звание              | Должность, род занятий | Годы жизни  |
| ----- | ---- | ------------------------------- | ---------------------------- | ---------------------------------------------------------- | ---------------------------- | --- | ----------- |
| 1     |      | ПЛОТНИКОВА Марина Владимировна  | 25 августа 1992              | гражданское лицо                                           | —                            | выпускница Зубриловской средней школы Тамалинского района Пензенской области | 1974 — 1991 |
| 2     |      | СЕРГЕЕВ Александр Алексеевич    | 25 ноября 1994               | МВД · ФСИН                                                 | майор внутренней службы      | командир отряда специального назначения Управления исполнения наказаний Управления внутренних дел по Пензенской области (ныне — Управление ФСИН по Пензенской области)                                                                     | 1955 — 1994 |
| 3     |      | БОРИСЮК Сергей Константинович   | 13 июня 1996                 | авиация                                                    | генерал-майор авиации запаса | Инспектор группы инспекторов Объединённого стратегического командования Юхного военного округа | род. 1955   |
| 4     |      | ЧИЛИКАНОВ Игорь Васильевич      | 20 июля 1996                 | Внутренние войска МВД России                               | ефрейтор                     | водитель патрульной роты 729-го специального моторизованного батальона Внутренних войск Министерства внутренних дел Российской Федерации                                                                                                   | 1968 — 1995 |
| 5     |      | БЕРСЕНЕВ Роман Генрихович       | 11 ноября 1998               | Миротворческие Силы России                                 | старший лейтенант            | Заместитель командира отдельной инженерно-сапёрной роты по воспитательной работе Миротворческих сил Российской Федерации (в составе Коллективных сил по поддержанию мира СНГ) в Республике Абхазия                                         | 1972 — 1998 |
| 6     |      | КАЛЯПИН Андрей Вячеславович     | 14 октября 1999              | Внутренние войска МВД России                               | рядовой                      | водитель-разведчик 22-й Калачевской отдельной бригады оперативного назначения Северо-Кавказского округа Внутренних войск Министерства внутренних дел Российской Федерации                                                                  | 1979 — 1999 |
| 7     |      | ЯФАРОВ Джафяс Джафярович        | 7 июля 2000                  | Внутренние войска МВД России                               | лейтенант                    | командир группы отряда специального назначения «Росич» Внутренних войск Министерства внутренних дел Российской Федерации | 1976 — 2000 |
| 8     |      | ВОЛОДИН Николай Николаевич      | 2 марта 2004                 | авиация                                                    | капитан                      | командир звена 487-го отдельного вертолётного авиационного полка боевого управления 58-й армии Северо-Кавказского военного округа | 1977 — 2002 |
| 9     |      | КАНАКИН Валерий Владимирович    | 20 сентября 2004             | ФСБ                                                        | полковник                    | начальник Управления «А» Центра специального назначения Федеральной службы безопасности Российской Федерации | род. 1960   |
| 10    |      | КИТАНИН Роман Александрович     | 7 августа 2007               | Внутренние войска МВД России                               | майор                        | начальник разведки 102-й отдельной бригады внутренних войск Северо-Кавказского военного округа Внутренних войск Министерства внутренних дел Российской Федерации                                                                           | 1978 — 2007 |
| 11    |      | САМОКУТЯЕВ Александр Михайлович | 25 июня 2012                 | авиация                                                    | полковник                    | лётчик-космонавт, член отряда космонавтов Центра подготовки космонавтов имени Ю. А. Гагарина | род. 1970   |
| 12    |      | КУСТОВ Сергей Викторович        | 12 июля 2012                 | Внутренние войска МВД России                               | майор                        | начальник разведки штаба 451-го полка оперативного назначения 2-й дивизии особого назначения Северо-Кавказского округа Внутренних войск Министерства внутренних дел Российской Федерации                                                   | 1971 — 2001 |
| 13    |      | ШЕЛЕСТ Андрей Анатольевич       | 8 декабря 2023               | 22-я отдельная гвардейская бригада специального назначения | гвардии полковник            | заместитель командира 22-й отдельной гвардейской бригады специального назначения Главного управления Генерального штаба Вооружённых сил Российской Федерации                                                                               | род. 1976   |
| 14    |      | ГРИНИН Сергей Анатольевич       | 15 февраля 2024              | 3-я отдельная гвардейская бригада специального назначения  | гвардии старшина             | заместитель командира группы специального назначения роты специального назначения отряда специального назначения 3 гвардейской отдельной бригады специального назначения Центрального военного округа Вооружённых сил Российской Федерации | 1986 — 2023 |

## Герои Российской Федерации, учившиеся, работавшие и служившие в Пензенской области[3]
Персоналии хронологически расположены в том порядке, в котором этим людям были присвоены звания Героев Российской Федерации.
 Серым цветом в таблице выделены Герои, награждённые посмертно. 
| № п/п | Фото | Фамилия Имя Отчество               | Дата присвоения звания Героя | Род войск, служба                                | Воинское звание          | Должность, род занятий | Годы жизни  |
| ----- | ---- | ---------------------------------- | ---------------------------- | ------------------------------------------------ | ------------------------ | --- | ----------- |
| 1     |      | РАБОТА Василий Григорьевич         | 26 июня 1995                 | авиация                                          | майор ВВС                | в отставке | род. 1931   |
| 2     |      | ИЖАЕВ Абдулла Махаевич             | 7 сентября 1995              | пехота                                           | сержант                  | командир отделения разведки 310-го стрелкового полка 8-й стрелковой дивизии 4-го Украинского фронта (в годы Великой Отечественной войны)                                                       | 1920 — 1994 |
| 3     |      | СТАРОВОЙТОВ Александр Владимирович | 17 августа 1999              | ФАПСИ · Конструктор                              | генерал армии в отставке | инженер, доктор технических наук, профессор | 1940 — 2021 |
| 4     |      | ПЕТРАЧКОВ Павел Анатольевич        | 4 августа 2010               | Внутренние войска МВД России                     | лейтенант                | командир 3-й группы специального назначения 29-го отряда специального назначения Приволжского регионального командования Внутренних войск Министерства внутренних дел Российской Федерации     | 1979 — 2010 |
| 5     |      | ПАНКРАТОВ Алексей Станиславович    | 4 марта 2022                 | Войска ПВО Сухопутных войск Российской Федерации | капитан                  | командир зенитного ракетного дивизиона войск ПВО Сухопутных войск Российской Федерации | род. 1990   |
| 6     |      | ПЕРШИН Дмитрий Владимирович        | 11 ноября 2024               | Воздушно-десантные войска России                 | гвардии майор            | командир 2-го парашютно-десантного батальона 331-го гвардейского ударного парашютно-десантного полка 98-й гвардейской воздушно-десантной дивизии Воздушно-десантных войск Российской Федерации | 1989 — 2024 |

### Видео
- Краевед Геннадий Тамбовцев презентовал книгу «Пензенцы — Герои России» (ГТРК «Пенза», 19.06.2015).